# Via Settimia
La via Settimia è il nome attribuito ad una strada romana che avrebbe messo in comunicazione Milano (Mediolanum) e Novara (Novarium) con il Verbano, l'Ossola e il passo del Sempione.
Il suo percorso viene spesso fatto corrispondere a quella fatta costruire da Napoleone per varcare il passo del Sempione e ora seguito dalle strade statali 34 e 33.

## Storia
L'epigrafe è molto danneggiata, manca del tutto della parte centrale e l'inquinamento dovuto alla vicinanza della strada statale ha causato un ulteriore deterioramento, per cui è ormai quasi illeggibile.
Il testo è interpretabile come: «Via fatta per (decreto di?) … con sesterzi 22600 sotto il secondo consolato di Caio Domizio Destro e Publio Fusco con curatori dell'opera Marco Valerio e Salvio; fornitore dei marmi … è stato ? per (ordine) di Venusto conduttore pubblico di …».
Le fonti antiche e i dati archeologici sulle strade romane nella zona del Lago Maggiore sono molto scarsi, per cui i dettagli sulla viabilità e sui percorsi delle strade in epoca romana sono in gran parte ignoti, sono state quindi avanzate solo delle generiche ipotesi. Nella zona del Verbano sono stati rinvenuti solo brevi tratti di strada in località Pedemonte nel comune di Gravellona Toce, a Candoglia di Mergozzo, Feriolo di Baveno, Vogogna e Beura-Cardezza.
In particolare un'epigrafe ritrovata a Vogogna commemora la costruzione o rifacimento (via facta) di una strada (probabilmente un breve tratto, dato l'importo di 22 600 sesterzi citato sulla lapide) effettuato nel 196 d.C. durante il regno dell'imperatore Settimio Severo. Studiosi novaresi, tra cui Vincenzo De Vit nel XIX secolo, hanno ipotizzato, sulla base di questa epigrafe, l'esistenza di una via che chiamarono appunto "Settimia", e che seguendo l'Agogna conduceva da Novara a Gravellona Toce. Più probabile è un percorso diretto verso Milano, seguendo un tragitto simile alla strada napoleonica. È stato inoltre ipotizzato che i lavori siano stati realizzati nell'ambito delle opere di presidio dei valichi di frontiera da parte di Settimio durante la guerra civile del 193-197.
Per la sua posizione geografica, una strada transitante per Vogogna portava probabilmente a Domodossola (e quindi al passo del Sempione), ma avrebbe potuto dirigersi anche ad altri valichi, quali il passo del Monte Moro o il passo di Antrona. Inoltre le scarse testimonianze storiche riportano che il passo del Sempione era attraversato in epoca romana da un semplice sentiero, utilizzato dallo sporadico traffico mercantile. Resti di un sentiero di epoca romana sono stati trovati, ma si perdono nei pressi di Chlusmatte e non se ne conosce il proseguimento.

## Percorso

### Ipotesi Sempione-Milano
Tradizionalmente si attribuisce alla via il percorso seguito da Napoleone durante la discesa in Italia. Il tragitto corrisponde alla moderna strada statale 33 dal Sempione fino a Mediolanum (Milano), costeggia la costa occidentale del Lago Maggiore e si congiunge nei pressi di Sesto Calende con la strada che, uscendo da Porta Vercellina a Milano, si dirige verso i laghi lungo il corso dell'Olona. Lungo quest'ultimo tratto sono stati trovati diversi resti (vedi Via Mediolanum-Verbannus).

### Ipotesi Sempione-Genova

Percorso Sempione-Genova proposto da Francesco Pezza, qui indicato come Strada Francisca

Si ritiene che da Gravellona Toce si diramassero anche percorsi verso Novara, costeggianti le vie del lago d'Orta.
Negli anni '30 del Novecento lo studioso mortarese Francesco Pezza approfondì e propugnò questa alternativa, basandosi su considerazioni socio-economiche e sui numerosi ritrovamenti archeologici: dal Sempione la via scendeva a Novara, per proseguire verso sud attraverso Mortara e Tortona, fino a Genova. In epoca medievale, sul medesimo tracciato si sovrappose un tronco della via Francigena. Sull'enciclopedia Treccani la studiosa Maria Laura Gavazzoli Tomea avallò la tesi, sottolineando che nella Novara romana la via Settimia fungeva da decumano massimo della città. Riprendendo gli studi del Pezza e le monografie di Ernesto Colli sulla Bassa Novarese, nel 2009 Bruno Radice ripropose ed approfondì i dettagli di questo percorso, illustrando il tracciato preciso tra Novara e Mortara.